# 浜福鶴吟醸工房
浜福鶴吟醸工房（はまふくつるぎんじょうこうぼう）は、神戸市東灘区にある小山本家酒造灘浜福鶴蔵併設の酒造資料館。

## 概要
- 有料利き酒コーナーなどがある

## 利用情報
- 営業時間　10：00 - 17：00
- 定休日：月曜日（祝日の場合翌日）

## 所在地・交通アクセス
- 兵庫県神戸市東灘区魚崎南町4-4-6
  - 阪神 魚崎駅 徒歩7分